# ФК Реал Ваљадолид
Реал Ваљадолид (шп. Real Valladolid) је шпански фудбалски клуб из Ваљадолида, из аутономне покрајине Кастиље и Леона, основан је 20. јуна 1928. год. спајањем  Реал Унион Депортива де Ваљадолид и Клуб Депортиво Еспањол, и наступа у Примери. Домаћин је на  Стадион Хосе Зориља, капацитета 26.512 седишта. Њихов надимак је Pucela. Први пут су се пласирали у Примеру 1947. године као шампиони Сегунде. 
Најбољи пласман клуба је четврто место у сезони 1962/63. Два пута су били други у Купу краља 1950. и 1989. године.
Власник клуба од 2018. године је бивши бразилски фудбалер Роналдо.

### Састав тима
31. јануар 2014. год.
| Бр. |                        | Позиција | Играч                                  |
| --- | ---------------------- | -------- | -------------------------------------- |
| 1   | Шпанија                | Г        | Хименез Мерло                          |
| 2   | Србија                 | О        | Антонио Рукавина                       |
| 3   | Доминиканска Република | О        | Хајнц Барметлер                        |
| 4   | Шпанија                | О        | Марк Ваљенте                           |
| 5   | Италија                | С        | Фаусто Роси (на позајмици из Јувентус) |
| 6   | Шпанија                | О        | Хесус Руеда                            |
| 7   | Колумбија              | Н        | Умберто Осорио                         |
| 8   | Шпанија                | С        | Хавиер Бараха (капитен)                |
| 9   | Шпанија                | Н        | Хави Гуера                             |
| 10  | Шпанија                | С        | Оскар Гонзалес                         |
| 11  | Шведска                | С        | Данијел Ларсон                         |

| Бр. |          | Позиција | Играч                                        |
| --- | -------- | -------- | -------------------------------------------- |
| 13  | Шпанија  | Г        | Диего Марињо                                 |
| 14  | Шпанија  | С        | Омар Рамос                                   |
| 15  | Србија   | О        | Стефан Митровић (на позајмици из ФК Бенфика) |
| 16  | Шпанија  | С        | Љуис Састре                                  |
| 17  | Шпанија  | О        | Карлос Пења                                  |
| 18  | Шпанија  | С        | Алваро Рубио                                 |
| 19  | Албанија | С        | Валдет Рама                                  |
| 21  | Мароко   | О        | Закариа Бергич                               |
| 22  | Шпанија  | С        | Виктор Перез                                 |
| 23  | Ангола   | Н        | Манучо                                       |
| 24  | Шпанија  | Н        | Џефрен Суарез                                |

### На позајмици
| Бр. |           | Позиција | Играч                                |
| --- | --------- | -------- | ------------------------------------ |
| —   | Венецуела | Г        | Дани Ернандез (у ФК Астерас Триполи) |